# Typha suwensis
Typha suwensis là một loài thực vật có hoa trong họ Typhaceae. Loài này được T.Shimizu miêu tả khoa học đầu tiên năm 1989.